# Gian Vittorio Rossi
Pour les articles homonymes, voir Rossi.
Gian Vittorio Rossi est un érudit italien, également connu sous le nom de Janus Nicius Erythræus, né à Rome en 1577, mort dans la même ville en 1647.

## Biographie
Gian Vittorio Rossi naquit à Rome, en 1577, de parents peu favorisés de la fortune. Il fit ses études au Collège romain, où il eut pour maîtres les PP. Francesco Benci, Orazio Torsellini et Girolamo Brunelli. Ses progrès furent d’abord peu remarquables ; mais, ayant perdu son père et sentant la nécessité d’assurer son existence par ses talents, il redoubla de zèle et acquit de grandes connaissances dans les langues anciennes, la philosophie et la jurisprudence. Son professeur de droit, Lepido Piccolomini, lui persuada d’embrasser la profession d’avocat : mais la mort de son maître lui permettant de suivre son goût, il se livra tout entier à la culture des lettres. Admis bientôt après à l’Académie des Humoristes, il s’en montra l’un des membres les plus assidus et y donna tant de preuves de capacité que Marcello Vestri, secrétaire des brefs et homme de mérite, conçut le projet de lui résigner son emploi. Malheureusement Vestri mourut avant d’avoir fixé le sort de son protégé. Le cardinal Mellini le choisit, en 1608, pour l’accompagner dans sa légation d’Allemagne, avec le titre de secrétaire ; mais, à quelque distance de Rome, il tomba malade et ne put continuer le voyage. Rossi fut attaché, l’année suivante, à la maison du cardinal Peretti : mécontent de son patron, il fit d’inutiles démarchés pour se procurer un emploi qui le rendit plus indépendant, tandis qu’il voyait les honneurs et les dignités s’accumuler sur des hommes auxquels il se croyait bien supérieur. Les dédains et les affronts qu’il fut obligé de dévorer aigrirent son caractère naturellement confiant et lui laissèrent un fonds de mélancolie qui perce dans la plupart de ses écrits. Après la mort du cardinal Peretti, arrivée en 1629, Rossi, se trouvant trop vieux pour reprendre le métier de solliciteur, se retira sur le mont Onuphre, dans un lieu solitaire, résolu de consacrer le reste de sa vie à l’étude. Le cardinal Chigi, depuis pape sous le nom d’Alexandre VII, se déclara son protecteur et devint bientôt son ami le plus tendre. C’est en partie aux bontés de ce prélat que Rossi dut le calme et l’aisance dont il put enfin jouir. Recherché des grands et des savants et entouré de l’estime publique, il parvint à un âge avancé sans en connaître les désagréments ni les infirmité. Il mourut le 13 novembre 1647 et fut enterré dans une chapelle qu’il avait fait construire du produit de ses épargnes. Les ermites de la congrégation du bienheureux Pierre de Pise, ses héritiers, lui firent ériger un tombeau décoré d’une épitaphe rapportée par plusieurs auteurs.

## Œuvres

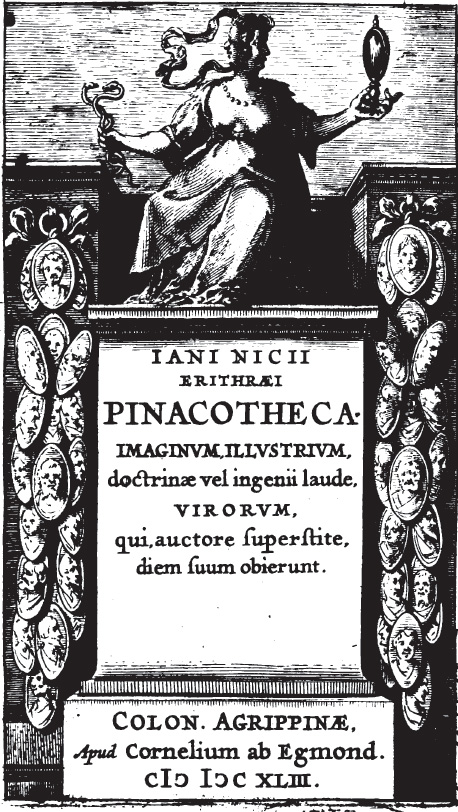
Pinacotheca Imaginum Illustrium, Colon. Agrippinae, apud C. ab Egmond, 1643

Gian Vittorio Rossi écrivait en latin avec une très-grande pureté de style. On a de lui :
- des Discours (Orationes), Rome, 1603, in-8° ; Cologne (Amsterdam, Johannes Blaeu), 1649, in-8°. L’édition de Rome n’en contient que neuf ; celle de Cologne en renferme vingt-deux, dont quelques-uns avaient été imprimés séparément. C’est Barthold Nihus, évêque de Myre, qui soigna l’impression de tous les ouvrages de Rossi sortis des presses de Blaeu, sous la rubrique de Cologne, pour prévenir les obstacles qu’on aurait pu mettre à leur introduction dans les États catholiques.
- Eudemiæ libri VIII, Leyde ou Amsterdam, 1637, petit in-12 ; Cologne (Amsterdam), 1645, in-8° (cette édition est augmentée deux livres) ; Cologne, 1740, in-8°, avec une préface de Christ. Fischer, qui contient plusieurs particularités sur la vie de Rossi. C’est une satire des vices de la cour de Rome, Aprosio en avait promis la clef ; Christ. Gryphius a donné celle des huit premiers livres dans l’Apparatus de scriptorib. historiam seculum XVII illustrantibus, p .491-495.
- Dialogi, Paris, 1642, in-8° ; Cologne (Amsterdam), 1645-1649, 2 vol. in-8°. La première édition, que l’on doit au savant Gabriel Naudé, ne contient que douze dialogues ; la seconde en renferme dix-sept : ils roulent sur des lieux communs de morale ; mais le style en est clair et précis.
- Pinacotheca imaginum illustrium virorum qui auctore superstite diem suum obierunt, Cologne (Amsterdam), 1643-1648, 3 part. in-8° ; Leipzig, 1692 ; ibid., 1712 ; Wolfenbüttel, 1729. On trouve dans cette biographie bien des particularités curieuses ; mais Rossi n’écoute que ses affections dans la distribution des critiques et des éloges. D’ailleurs il ne donne presque jamais de dates, et, dans l’énumération des ouvrages, il ne distingue point les manuscrits des livres imprimés, ce qui rend son recueil presque inutile.
- Exempla virtutum et vitiorum, Cologne (Amsterdam), 1644, in-8°.
- Documenta sacra ex Evangeliis, ibid., 1645, in-8°.
- Epistolæ ad diversos, ibid. 1645-1649, 2 tom. in-8°. Ces lettres renferment beaucoup d’anecdotes littéraires. Chr. Fischer en a donné une nouvelle édition, Cologne, 1739, in-8°, précédée de la Vie de l’auteur, qu’il a complétée dans la préface citée plus haut.
- Epistolæ ad Tyrrhenum, ibid., 1645-1649, 2 part. in-8°. C’est le recueil des lettres de Rossi à son bienfaiteur le cardinal Chigi. On trouve les titres de ses autres productions dans les Mémoires de Niceron, t. 33, et à la suite de la vie déjà citée, par Fischer. Le portrait de Rossi ou d’Erythræus, gravé plusieurs fois, est à la tête de la plupart de ses ouvrages.